# Axel Bojsen-Møller
Axel Bojsen-Møller (født 30. august 1888 i Gødvad, død 12. november 1965 i Stege) var en dansk højskolemand og eventyrer.

## Baggrund
Bojsen-Møller var søn af præst ved Gødvad Kirke Aage Bojsen Møller (20. oktober 1857 i Sejling Præstegård – 20. november 1948) og Kathrine Frederikke Adolpha Kølner (8. april 1858 i Gevninge – 1935) og blev født ind i en kendt lærer- og præsteslægt. Han var gift med Karen Elisabeth Stjerne, fik to børn og var barnebarn til kvindesagsforkæmperen Jutta Bojsen-Møller.

## Eventyrer
I 1933 solgte højskoleforstander Axel Bojsen-Møller Vejlby Landbrugsskole og købte for pengene et ældre træskib, Monsunen, for at sejle til øerne i Stillehavet, hvor han sammen med et par fagfolk, bl.a. Hakon Mielche, ville indsamle ting til Zoologisk Museum og Etnografisk Samling på Nationalmuseet. Globetrotteren og eventyreren var søn af den jævne landmand og skoleforstander.
Året efter blev Monsunen ramt af en cyklon og forliste på et koralrev ud for Salomonøerne, men det meste af det allerede indkøbte blev reddet.
Bojsen-Møller gav dog ikke op, men fortsatte alene til Ny Guinea, hvor han i landsbyerne langs Sepik floden indkøbte ca. 800 genstande, de fleste af høj karat. Efter 2. verdenskrig foretog Bojsen-Møller flere andre indsamlingsrejser til Ny Guinea og omliggende øer.
Dragter indsamlet på hans ekspeditioner kan ses på Nationalmuseets udstilling Etnografiske Skatkamre på 2. sal.
De Etnografiske Samlinger på Moesgård har film optaget på Monsunens sidste rejser, der viser dagliglivet om bord på skibet og viser de indsamlede genstande både på skibet og hos loaklbefolkningen. Dokumentationen af ekspeditionenerne og indsamlingerne på film giver de indsamlede genstande i museernes samlinger en unik kontekst så genstandene ikke bare står alene som kunstgenstande uden sammenhæng, men viser genstandenes brug på stedet hvor de blev indsamlet. Mange af de indsamlede genstande er også efterfølgende forsvundet i dagliglivet i f.eks. Ny Guinea, og indsamlingen blev derfor en sidste dokumentation af disse genstandes plads.
Axel Bojsen-Møller indsamlede genstande til mange danske museer og fik genstandene transporteret hjem uden omkostninger af Østasiatisk Kompagni (ØK). Det var efter 2. verdenskrig almindeligt, at eventyrere eller globetrottere, som de blev kaldt, rejste ud til fjerne afkroge af verden og sendte rejserapportager hjem til dagblade og ugeblade, og efterfølgende suppleret med foredrag med fremvisninger af indsamlede etnografika og fremvisning af optagede film fra rejserne. Foredragene blev holdt på turneer i landets forsamlingshuse og havde til formål at henrykke og forarge befolkningen med beretninger om dramatiske oplevelser blandt "primitive folk".

## Citater
"Hvem drømmer ikke om at komme ud og se den store verden – væk fra det dagligdags – ud at opleve eventyret" – Axel Bojsen-Møller (1954).